# Lady Macbeth (filme)
Lady Macbeth é um filme de drama britânico de 2016 dirigido e escrito por William Oldroyd e Alice Birch, baseado em Lady Macbeth do Distrito de Mtsensk, de Nikolai Leskov. A trama segue uma jovem que é sufocada por seu casamento sem amor. Estreou no Festival Internacional de Cinema de Toronto em 10 de setembro de 2016.

## Elenco
- Florence Pugh - Katherine Lester
- Cosmo Jarvis - Sebastian
- Naomi Ackie - Anna
- Christopher Fairbank - Boris Lester
- Paul Hilton - Alexander Lester

## Recepção
No agregador de críticas Rotten Tomatoes, o filme tem uma taxa de aprovação de 88% com base em 189 comentários dos críticos que é seguido do consenso: "Lady Macbeth mostra alguma dureza surpreendente sob seu exterior de época, sustentada por uma performance central hipnotizante - e implacável - de Florence Pugh." No Metacritic, o filme tem uma pontuação ponderada de 76 de 100, com base em 37 críticos, indicando "avaliações geralmente favoráveis".